# Whiteochloa airoides
Whiteochloa airoides är en gräsart som först beskrevs av Robert Brown, och fick sitt nu gällande namn av Michael Lazarides. Whiteochloa airoides ingår i släktet Whiteochloa och familjen gräs. Inga underarter finns listade i Catalogue of Life.